# Eilema testacea
Eilema testacea là một loài bướm đêm thuộc phân họ Arctiinae, họ Erebidae.